# Matjaž Drevenšek
Matjaž Drevenšek, slovenski saksofonist, * 7. september 1965, Maribor.
Je redni profesor na Akademiji za glasbo v Ljubljani, pri svojem delu sodeluje z eminentnimi glasbeniki in pedagogi  (S. Bichon, V. David, C. Delangle (F), A. Bornkamp (NL), P. Epstein, S. Mauk, E. Rousseau, D. Richtmeier, K. Tse (USA), M. Prohaska (HR), Quartetto Academia (I), Slovenski trobilni kvintet...).
Kot član Zagrebškega kvarteta saksofonov ter v duih s pianistom Z. Petrom, s tolkalistko A. L. Barber, s čembalistom M. Lazarjem in kot solist ansamblov Percussion Plus ter Studio za tolkala koncertira v Avstriji, Bosni in Hercegovini, Češki, Danski, Franciji, Hrvaški, Italiji, Kanadi, Makedoniji, Nemčiji, Sloveniji, Srbiji in Črni Gori, Turčiji in ZDA ter na festivalih, kot so A Tempo v Podgorici, Biennale de la Création Musicale et Chorégraphique de l'Essone v Orsayu, Dubrovačke ljetne igre, Europa Musicale 2000 v Münchenu, Europhonia v Zagrebu, Evropski mesec kulture '97 v Ljubljani, Festival komorne glasbe XX. stoletja Radenci, Festival musicale internazionale Nei suoni dei luoghi '03, ISCM Svetovni glasbeni dnevi - Slovenija 2003 v Postojni in Piranu, Mednarodni poletni festival v Ljubljani, Musicora  v Parizu,  Muzički biennale Zagreb, NOMUS 2003 v Novem Sadu, Ohridsko leto, Open Europe 2000 v Berlinu, Osorske glazbene večeri, Skopsko leto, Slovenski glasbeni dnevi, Splitsko ljeto, Tribina muzičkog stvaralaštva v Opatiji, Svetovni kongres saksofonistov v Pesaru, Valenciji, Montrealu in Minneapolisu. Kot solist nastopa z naslednjimi orkestri: Orkester Slovenske filharmonije (A. Drčar, H. Graf, Th. Guschlbauer, U. Lajovic, M. Letonja, J. Simonov), Mariborska filharmonija (S. Robinson, M. Tarbuk), Komorni godalni orkester Slovenske filharmonije, Camerata Labacensis, Orkester Slovenske vojske, Zagrebška filharmonija, Simfoniki in Big band HRT, Zagrebški solisti, Simfonični pihalni orkester Hrvaške vojske. Je član Komornega orkestra solistov Društva slovenskih skladateljev (KOS).
Krstno je izvajal dela skladateljev, kot so B. Bjelinski, D. Božič, D. Detoni, S. Glojnarić, J. in R. Golob, J. Gregorc, N. Hall, S. Horvat, J. Kalčič, I. Krivokapič, M. Lazar, B. Lazarin, W. Liebhart, P. Merkù, B. Papandopulo, I. Petrić, M. Prohaska, M. Ptaszyńska, R. Radica, P. Ramovš, M. Ruždjak, M. Strmčnik,  P. Šavli, P. Šivic, I. Štuhec, M. Tarbuk in T. Uhlik.
Sodeloval je pri 14 diskografskih izdajah, najpomembnejše so Hrvatska glazba za saksofone, Z quartet, Kaskade in Tsunagari (vse z Zagrebškim kvartetom saksofonov – osvojile so 5 hrvaških diskografskih nagrad Porin) ter Duo - Matjaž Drevenšek - altovski saksofon, Zoltan Peter - klavir.
Je dobitnik vrste nagrad za umetniške in pedagoške dosežke (Škerjančevo priznanje, Plaketa občine Ljubljana – Center, »Milka Trnina«, Nagrada Hrvaškega glasbenega zavoda, Nagrada Fonda Nade Popović-Bukovinac itn.).
Vodi mednarodne poletne šole Hic Faros, Hic Ars na Hvaru, Glasbeno poletje na gradu Podsreda,  Alpe - Jadran - Donava  v Krškem in je bivši umetniški vodja Mednarodnih srečanj saksofonistov v Novi Gorici. Sodeluje v žirijah na domačih in mednarodnih tekmovanjih mladih glasbenikov (TEMSIG, Krško, Limoges, Bayreuth, Nova Gorica).